# ماجده الرومی
ماجده الرومی (به عربی: ماجدة الرومي) (متولد ۱۳ دسامبر ۱۹۵۶) یک خواننده زن اهل لبنان است..
وی متولد کفرشیما در لبنان است.  پدر وی با نام حلیم الرومی هم از موسیقی‌دانان به‌نام آن کشور است.